# Simon Oosting
Simon Jenne Oosting (Scharsterbrug, 1959) is een Nederlands veeteeltkundige, dierfysioloog en Fries dichter.

## Tropische veehouderij
Oosting groeide op in Leeuwarden en zat daar op het Christelijk Gymnasium. Vanaf 1978 studeerde hij in Wageningen Tropische Veehouderij. Na zijn afstuderen in 1985 deed hij een promotieonderzoek in dierfysiologie. Tot 1999 werkte hij bij onderzoeksinstituten in Canada en Noorwegen. Teruggekeerd naar de Wageningen-universiteit richt hij zich als universitair hoofddocent aan de vakgroep dierwetenschappen op de verbetering van veehouderij in de tropen.

## Dichterschap
Naast zijn reguliere werk schrijft Oosting al sinds zijn adolescentie gedichten, veelal in het Fries. Vanaf 2003 publiceerde hij regelmatig in De Moanne en Hjir. Hij heeft een drietal bundels uitgegeven, alsmede een verhaal in een verzamelbundel. In 2004 ontving hij de Rely Jorritsmapriis voor Yn 't foarbygean. Vier jaar later viel hem de Fedde Schurer-publykspriis ten deel voor de bundel Rauwe fisken op wynfearwolkens. In 2014 maakte hij deel uit van de jury voor de Douwe Tamminga-priis. Oosting is lid van het dichterscollectief Rixt.
Simon Oosting is een broer van moleculair neurobioloog en beeldend kunstenaar Ronald Oosting.

## Werken
proza
- 2006 - (fy) De flecht fan parkiten, verhaal in de bundel It each fan de griffioen.

poëzie
- 2007 - (fy) Rauwe fisken op wynfearwolkens;[8]
- 2012 - (fy) Hûnewacht;[8][9]
- 2020 - (fy) /(nl) DC … en tichterby/DC … en dichterbij.[10][b]

- Digitale Bibliotheek voor de Nederlandse Letteren: oost152
- Gemeinsame Normdatei: 172660106
- International Standard Name Identifier: 0000 0003 6876 9556
- NARCIS: PRS1294912
- Nederlandse Thesaurus van Auteursnamen: 097212512
- ORCID: 0000-0003-2080-1879
- Virtual International Authority File: 187705573